# ایمون هولمز
ایمون هولمز (انگلیسی: Eamonn Holmes؛ زادهٔ ۳ دسامبر ۱۹۵۹) مجری تلویزیون، و روزنامه‌نگار اهل بریتانیا است. وی از سال ۱۹۸۸ میلادی تاکنون مشغول فعالیت بوده‌است.

برخی از مهمترین برنامه‌های تلویزیونی که وی مجری آنها بوده است عبارتند از: GMTV
- اسکای نیوز سانرایز
- This Morning • Songs of Praise
- Gift Wrapped
- How the Other Half Lives
- It's Not Me, It's You